# Ronde van Frankrijk 2021/Vijfde etappe
De vijfde etappe van de Ronde van Frankrijk 2021, een individuele tijdrit, werd verreden op 30 juni met start in Changé en finish in Laval.

## Verloop
Na ongeveer anderhalf uur zorgde een lichte regen voor natte delen van het parcours. De Deen Mikkel Bjerg had op dat moment de beste tijd, 33'01". De eerste die in zijn buurt kwam, was zijn landgenoot Magnus Cort op zes seconden. De omstandigheden waren weer beter voor de laatste ca. vijftig rijders, met een grotendeels opgedroogd wegdek en iets afgenomen wind.
Mattia Cattaneo wist uiteindelijk Bjerg te onttronen met een tijd van 32'55", maar Stefan Küng was al onderweg om die tijd te verbeteren, en zette een sterke tijd neer van 32'19". Richie Porte (32'55"), Jonas Vingegaard (32'27") en Kasper Asgreen (32'37") nestelden zich hoog in het klassement, maar wisten de tijd van Küng niet te verbeteren. Primož Roglič scoorde als eerste van de toerfavorieten een tijd van 32'44". Geraint Thomas (33'18") zette geen toptijd neer.
Tadej Pogačar zette veruit de beste eerste tussentijd neer, Wout van Aert en Mathieu van der Poel deelden de tweede plaats. Op het tweede tussenpunt breidde Pogačar zijn voorsprong nog uit, terwijl Van Aert en Van der Poel iets verloren. Richard Carapaz en Julian Alaphilippe hadden geen toptijden. Pogačar finishte in de winnende tijd van 32'00", Wout van Aert in 32'30" en Mathieu van der Poel in 32'31", waarmee hij de gele trui in handen hield met een voorsprong van acht seconden op Pogačar.

## Uitslag
| Changé – Laval (ITT) (27,2 km) |                      |                       |         |
| Plaats                         | Naam                 | Ploeg                 | Tijd    |
| 1                              | Tadej Pogačar        | UAE Team Emirates     | 32'00"  |
| 2                              | Stefan Küng          | Groupama-FDJ          | + 19"   |
| 3                              | Jonas Vingegaard     | Team Jumbo-Visma      | + 27"   |
| 4                              | Wout van Aert        | Team Jumbo-Visma      | + 30"   |
| 5                              | Mathieu van der Poel | Alpecin-Fenix         | + 31"   |
| 6                              | Kasper Asgreen       | Deceuninck–Quick-Step | + 37"   |
| 7                              | Primož Roglič        | Team Jumbo-Visma      | + 44"   |
| 8                              | Mattia Cattaneo      | Deceuninck–Quick-Step | + 55"   |
| 9                              | Richie Porte         | INEOS Grenadiers      | z.t.    |
| 10                             | Aleksej Loetsenko    | Astana-Premier Tech   | + 1'00" |

| Algemeen klassement |                      |                       |           |
| Plaats              | Naam                 | Ploeg                 | Tijd      |
| Gele trui           | Mathieu van der Poel | Alpecin-Fenix         | 16u51'41" |
| 2                   | Tadej Pogačar        | UAE Team Emirates     | + 8"      |
| 3                   | Wout van Aert        | Team Jumbo-Visma      | + 30"     |
| 4                   | Julian Alaphilippe   | Deceuninck–Quick-Step | + 48"     |
| 5                   | Aleksej Loetsenko    | Astana-Premier Tech   | + 1'21"   |
| 6                   | Pierre Latour        | Team TotalEnergies    | + 1'28"   |
| 7                   | Rigoberto Urán       | EF Education-Nippo    | + 1'29"   |
| 8                   | Jonas Vingegaard     | Team Jumbo-Visma      | + 1'43"   |
| 9                   | Richard Carapaz      | INEOS Grenadiers      | + 1'44"   |
| 10                  | Primož Roglič        | Team Jumbo-Visma      | + 1'48"   |

## Nevenklassementen
| Puntenklassement |                      |                       |        |
| Plaats           | Naam                 | Ploeg                 | Punten |
| Groene trui      | Mark Cavendish       | Deceuninck–Quick-Step | 89     |
| 2                | Julian Alaphilippe   | Deceuninck–Quick-Step | 84     |
| 3                | Mathieu van der Poel | Alpecin-Fenix         | 78     |

| Bergklassement |                      |                |        |
| Plaats         | Naam                 | Ploeg          | Punten |
| Bolletjestrui  | Ide Schelling        | Bora-Hansgrohe | 5      |
| 2              | Mathieu van der Poel | Alpecin-Fenix  | 4      |
| 3              | Anthony Perez        | Cofidis        | 3      |

| Jongerenklassement |                  |                   |           |
| Plaats             | Naam             | Ploeg             | Tijd      |
| Witte trui         | Tadej Pogačar    | UAE Team Emirates | 16u51'49" |
| 2                  | Jonas Vingegaard | Team Jumbo-Visma  | + 1'35"   |
| 3                  | David Gaudu      | Groupama-FDJ      | + 2'27"   |

| Ploegenklassement |                       |           |
| Plaats            | Ploeg                 | Tijd      |
|                   | Jumbo-Visma           | 50u39'14" |
| 2                 | EF Education-Nippo    | + 2'25"   |
| 3                 | Bahrain-Victorious    | + 3'02"   |
| 4                 | Astana Pro Team       | + 3'23"   |
| 5                 | Deceuninck–Quick-Step | + 3'25"   |

1e etappe ·
2e etappe ·
3e etappe ·
4e etappe ·
5e etappe ·
6e etappe ·
7e etappe ·
8e etappe ·
9e etappe ·
10e etappe ·
11e etappe ·
12e etappe ·
13e etappe ·
14e etappe ·
15e etappe ·
16e etappe ·
17e etappe ·
18e etappe ·
19e etappe ·
20e etappe ·
21e etappe
Startlijst · Eindstanden · Afbeeldingen